# صدا و سیمای گلستان
صدا و سیمای گلستان یکی از مراکز صدا و سیمای جمهوری اسلامی ایران است که در شهر گرگان فعالیت می‌کند.
در تاریخ ۱۵ شهریور ۱۴۰۱، رسول شکری نیا با حکم پیمان جبلی رئیس سازمان صدا و سیما به‌عنوان مدیرکل صدا و سیمای مرکز گلستان منصوب گردید. شکر‌نیا پیش از این مدیر شبکه تلویزیونی سپهر بوده‌است.
https://www.pririb.ir/portal/newsview/72683

## شبکه گلستان (سبز)
شبکه گلستان در ۲۸ اسفندماه ۱۳۸۴ با حضور سید عزت‌الله ضرغامی رئیس وقت سازمان صدا و سیما در گرگان افتتاح و به بهره‌برداری رسید.
این شبکه به صورت ۲۴ ساعته در گستره استان گلستان قابل مشاهده است و از مهمترین برنامههای آن می‌توان به صبح عالی، شب‌های هیرکان، یه آسمون ستاره، ورزش گلستان، حرف حساب، آبادی و ... اشاره کرد.

## رادیو گرگان
رادیو استانی گلستان در حال حاضر روی موج اف ام ۹۴٫۳ Mhz و ۹۵ Mhz و ای ام ۱۳۶۸ Khz و روی سیستم دیجیتال به صورت رادیو نما (رادیو تصویری) برنامه پخش می‌کند.  بنابر آخرین آمار حدود ۹۸ درصد مردم استان گلستان امکان بهره‌مندی از برنامه‌های رادیو استانی را دارند.

## رادیو ترکمنی
رادیو برون‌مرزی ترکمنی که زبان ترکمنی برنامه‌های خود را برای ترکمن زبانان خارج از ایران پخش می‌کند. رادیو برون مرزی روی موج ای ام ۱۴۴۹ Khz و سیستم دیجیتال قابل دریافت است.